# Safecast

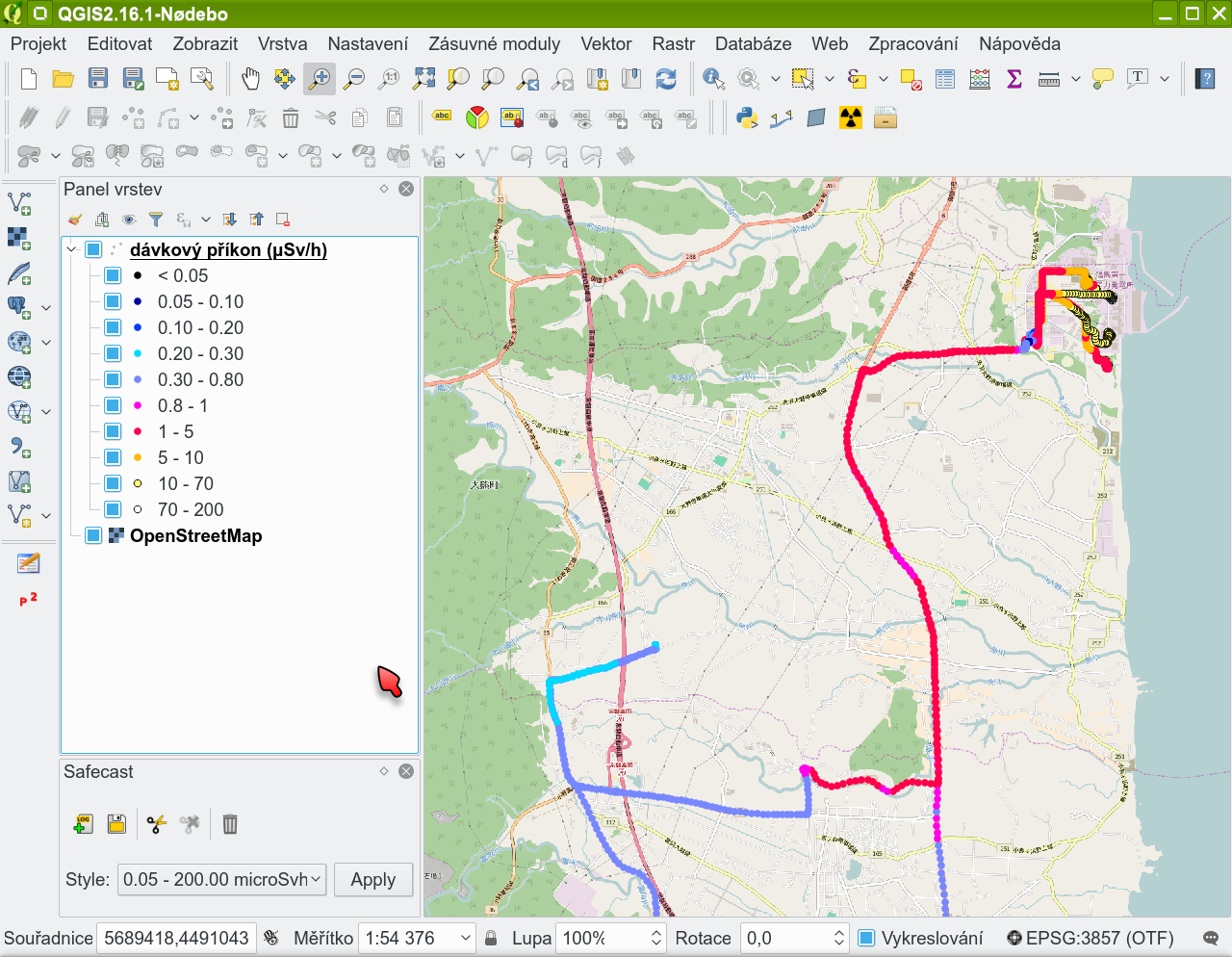
Darstellung von für Safecast gesammelten Daten

Das weltweite Citizen-Science-Netzwerk Safecast (Kompositum aus englisch safe ‚sicher‘ und cast, z. B. ‚Abdruck‘) sammelt ehrenamtlich Messungen radioaktiver Emissionen, validiert sie und trägt sie auf einer im Internet aufrufbaren interaktiven Karte ein. Es entstand im März 2011 direkt nach der Nuklearkatastrophe von Fukushima, nachdem die offiziellen Messungen des radioaktiven Fallouts und der daraus folgenden Strahlungsbelastung lückenhaft, verwirrend, missverständlich und unzureichend waren und empfunden wurden. Bis Ende 2016 waren über 50 Millionen Messungen in der öffentlich zugänglichen Safecast-Datenbank dokumentiert, davon ca. 70 % aus Japan und relativ viele aus Europa.

## Ausrüstung
Die zur Messung eingesetzten Geigerzähler sind eine leicht zu bedienende Eigenentwicklung mit einem eingebauten Global Positioning System (GPS). Die eingebauten Sensoren („Geiger-Müller-Röhre“ bzw. Zählrohr) messen Alpha-, Beta- und Gammastrahlung. Die Bausätze für die Messgeräte werden von den Netzwerk-Mitgliedern gekauft.

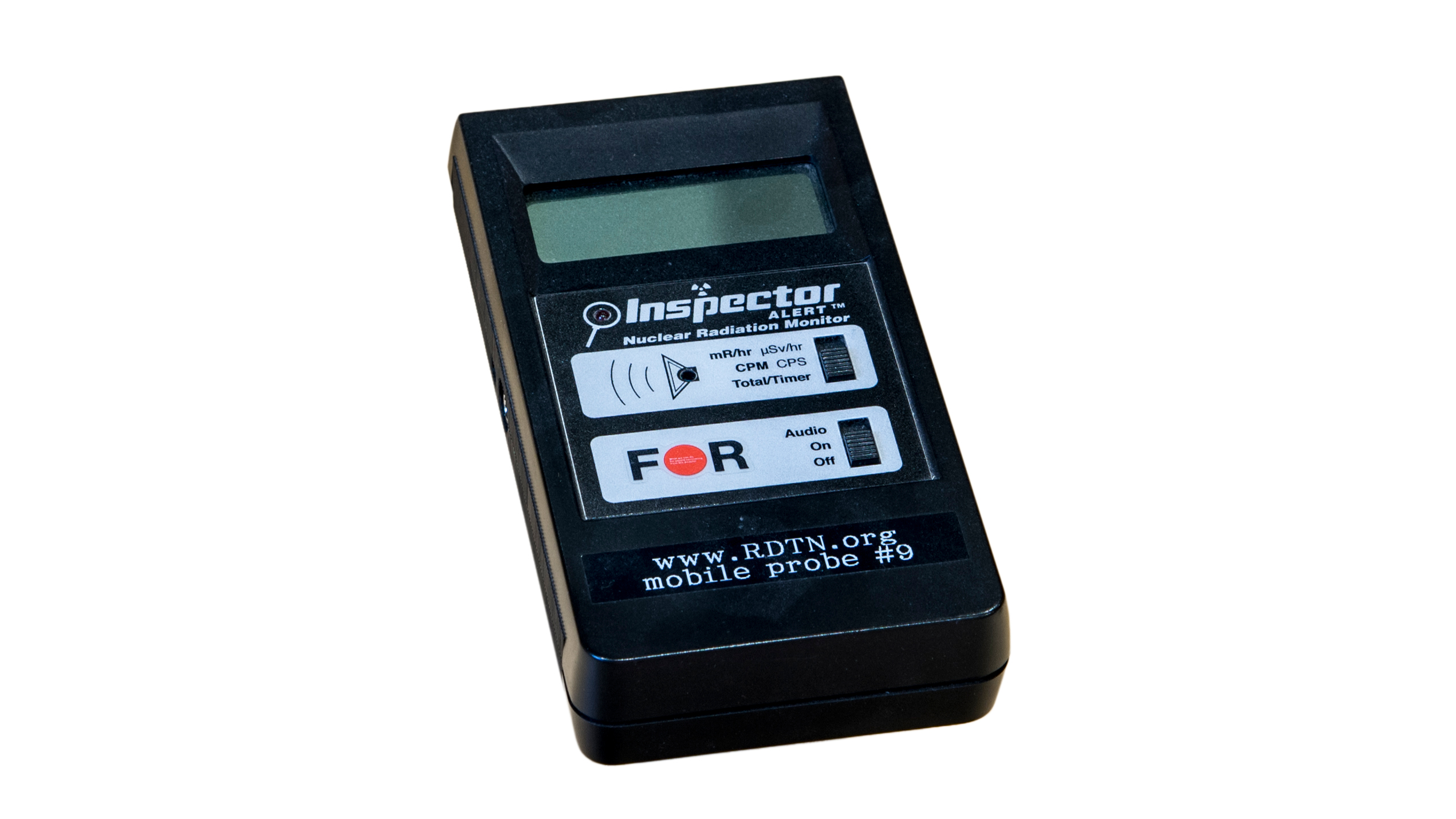
Vorläufergerät der Vorläuferorganisation RDTN.org
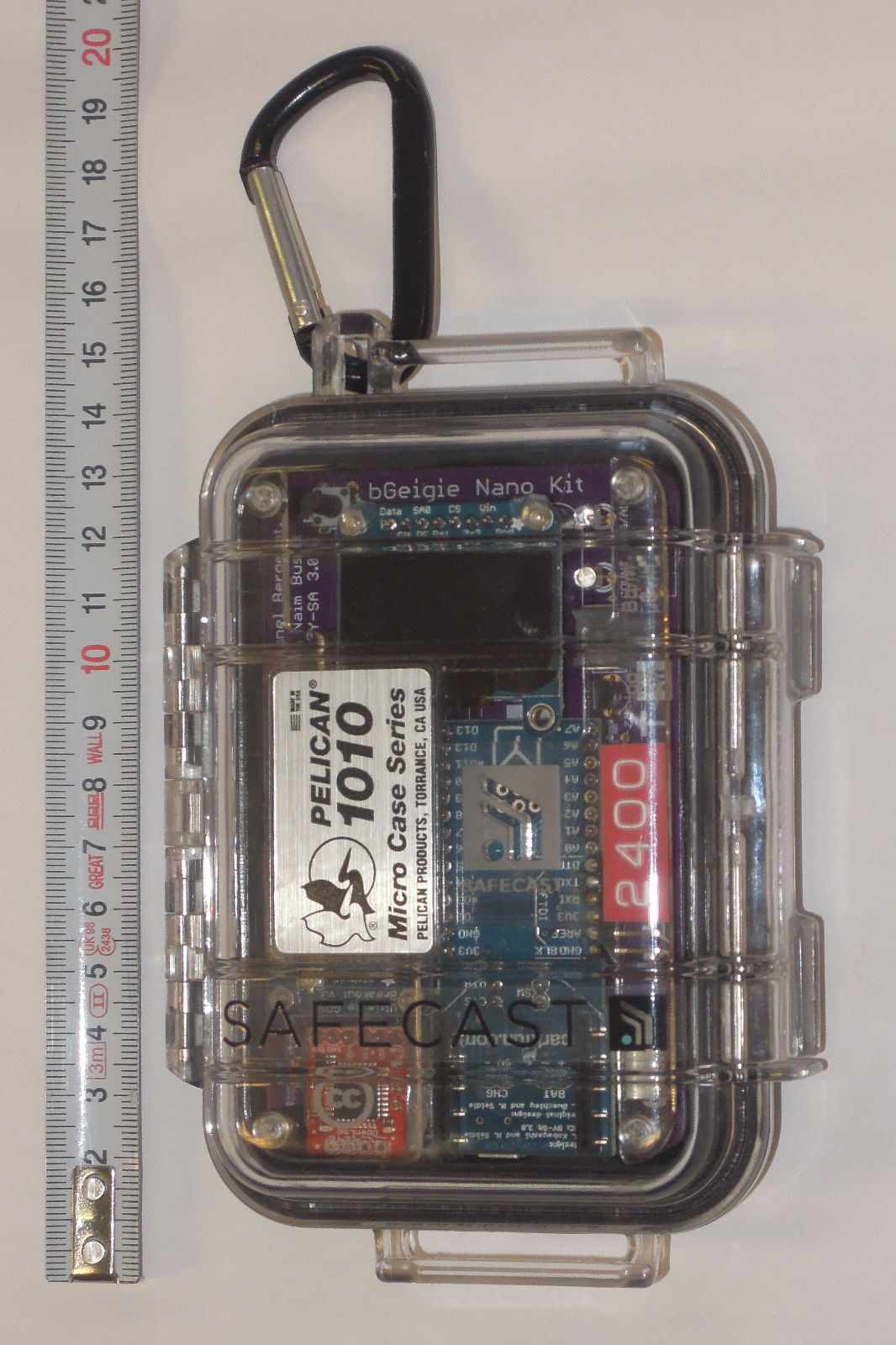
Safecast Messgerät mit geschlossenem Deckel
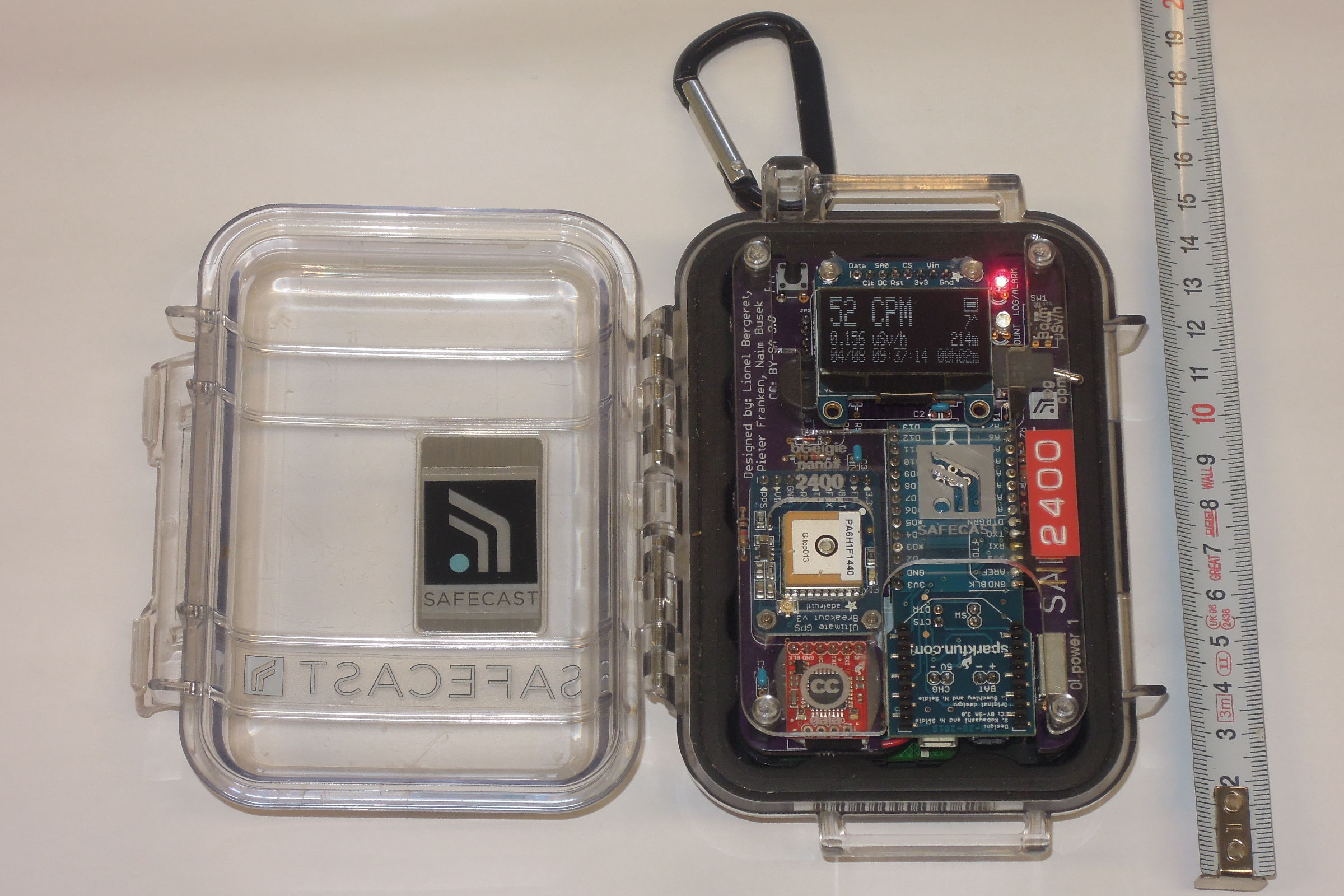
Das Safecast-Messgerät mit geöffnetem Deckel (zum Entnehmen der SD-Karte). Rechts  Maßband zur Größeneinordnung

## Messungen
Das Geräte ermitteln ihre Position mittels GPS, messen über eine Minute die Strahlenbelastung und schreiben die gesammelten Daten auf eine interne SD-Karte oder speichern sie via App wie Safecast Drive online in die Cloud. Die Daten auf der Karte werden von den Nutzern an einem Computer ausgelesen, geprüft und an Safecast verschickt. Ein Team von derzeit (Ende 2016) acht Vermittlern prüft sie dann für die Website des Netzwerks.